# منطقة باركينغ وداغنهام في لندن
منطقة باركينغ وداغنهام في لندن (بالإنجليزية: London Borough of Barking and Dagenham)‏ () هي إحدى مناطق لندن في شرق لندن. تم إنشاء المنطقة في عام 1965 باسم منطقة باركينغ في لندن (London Borough of Barking)؛ وتم تغيير الاسم في عام 1980. تعتبر إحدى مناطق لندن الخارجية ويقع الجزء الجنوبي منها ضمن قسم لندن ريفرسايد من بوابة التايمز؛ وهي منطقة تم تصنيفها كأولوية وطنية للتجديد الحضري. في تعداد عام 2011، بلغ عدد سكانها 187 ألف نسمة. المدن الرئيسية الثلاث في المنطقة هي باركينغ، وتشادويل هيث، وداغنهام. السلطة المحلية هي مجلس منطقة باركينغ وداغنهام لندن. كانت منطقة باركينغ وداغنهام واحدة من ستة أحياء في لندن استضافت دورة الألعاب الأولمبية الصيفية لعام 2012.

## تاريخ
تم إنشاء منطقة لندن باركينغ (كما كانت تسمى في الأصل) في عام 1965 بموجب قانون حكومة لندن لعام 1963، والتي تغطي المنطقة المشتركة للمنطقة البلدية السابقة في باركينغ والمدينة البلدية في داغنهام، مع استثناءات منطقة صغيرة في هوغ هيل من داغنهام والتي ذهبت إلى ريدبريدغ، ومنطقة غاليونز ريتش، وهي جزء من باركينغ غرب باركينغ كريك، والتي ذهبت إلى نيوهام. تم نقل المنطقة من إسكس إلى لندن الكبرى لتصبح واحدة من مناطق لندن الـ 32. في وقت إنشائها، كان مجموع عدد سكان باركينغ وداغنهام حوالي 180 ألف نسمة.
تطورت منطقة باركينغ قبل عام 1965 من منطقة الحكومة المحلية لمدينة باركينغ، والتي تم إنشاؤها في عام 1882 لتغطية الجزء المركزي من أبرشية باركينغ. وقد أعيد تشكيل هذه المناطق كمناطق حضرية بموجب قانون الحكومة المحلية لعام 1894. تم دمج منطقة باركينغ تاون الحضرية لتصبح منطقة بلدية في عام 1931، وفي هذه المرحلة تم تغيير الاسم من باركينغ تاون إلى باركينغ.
كانت داغنهام أبرشية ريفية بها مجلس أبرشية منذ عام 1894، تابعًا لمجلس منطقة رومفورد الريفية. في عام 1926 تم استبدال مجلس الرعية عندما تم تحويل داغنهام إلى منطقة حضرية؛ وتم تحويلها إلى بلدقة ة بلدية في عام 1938.
قام المجلس بتغيير اسم منطقة لندن من "باركينغ" إلى "باركينغ وداغنهام" اعتبارًا من 1 يناير 1980. في عام 1994، تم توسيع المنطقة لتغطية جزء من عقار بيكونتري الذي كان حتى ذلك الحين ضمن منطقة ريدبريدج ومناطق أخرى. كانت المنطقة التي تغطيها حديقة مايزبروك في المنطقة جزءًا من قصر جينكينز التاريخي، مقر عائلة فانشاو.
يتم الاحتفاظ بالسجلات التاريخية لمنطقة لندن باركينغ وداغنهام والهيئات السابقة لمنطقة باركينغ ومنطقة داغنهام في خدمة أرشيف باركينغ وداغنهام، ومتحف فالينس هاوس.
يوجد إجمالي 52 مبنى مدرجًا يقع ضمن حدود المنطقة. تشمل المباني المُدرجة من الدرجة الأولى والدرجة الثانية* في المنطقة: بيت إيستبري مانور، وكنيسة القديسين بطرس وبولس في داغنهام، وبيت فالينس.

## الحدود
تحد المنطقة مقاطعة هافرينغ في لندن من الشرق حيث يشكل نهر روم جزءًا من الحدود. وتحدها منطقة نيوهام في لندن من الغرب حيث يشكل نهر رودينج جزءًا كبيرًا من الحدود. إلى الجنوب يقع نهر التايمز الذي يشكل حدود المنطقة مع منطقة بيكسلي في لندن ومنطقة غرينتش الملكي. إلى الشمال، تشكل المنطقة نتوءًا رفيعًا بين هافرينغ ومنطقة ريدبريدغ في لندن من أجل احتواء تشادويل هيث. تم تخصيص 530 هكتارًا داخل المنطقة كجزء من الحزام الأخضر الحضري.

## الجغرافيا
تشمل المناطق الرئيسية في المنطقة كلا من باركينغ وبيكونتري وداغنهام. تحدها خمس مناطق أخرى في لندن: نيوهام، ريدبريدغ، هافرينغ، وغرينتش وبيكسلي إلى الجنوب من نهر التايمز.
تم بناء معظم مساكن المنطقة من قبل مجلس مقاطعة لندن خلال الفترة ما بين الحربين العالميتين 1921-1939. حدثت عمليات استيطان رئيسية للمنطقة، معظمها هربًا من ظروف الأحياء الفقيرة في شرق لندن، خلال هذه الفترة عندما تم إنشاء صناعات السيارات والمواد الكيميائية الجديدة مثل مصنع شركة فورد للسيارات في داغنهام. ومنذ تراجع هذه الصناعات في ثمانينيات القرن العشرين، تحول التوظيف نحو وظائف قطاع الخدمات. توجد مناطق واسعة لتطوير الخدمات اللوجستية والمستودعات حول طريق (A13). يقع جزء كبير من المنطقة ضمن منطقة لندن ريفرسايد في منطقة بوابة التايمز وهي موقع لبناء منازل كبيرة وغيرها من التطورات، مثل (Beam Park). تم تخصيص ميزانية قدرها 500 مليون جنيه إسترليني لإعادة تطوير المنطقة الرئيسية في المنطقة، باركينع.

## التركيبة السكانية
الدين في منطقة باركينغ وداغنهام في لندن (تعداد 2021)

الهرم السكاني لباركينغ وداغنهام في عام 2021

التركيبة الدينية لباركينغ وداغنهام حسب الفئات العمرية السنوية في عام 2021

في عام 1801، بلغ إجمالي عدد سكان الرعايا المدنيين الذين يشكلون المنطقة الحديثة 1,937 نسمة؛ وكانت المنطقة تتميز بالزراعة والغابات وأسطول الصيد في باركينغ. كانت هذه الصناعة الأخيرة توظف 1370 رجلاً وشابًا بحلول عام 1850، ولكن بحلول نهاية القرن لم تعد موجودة؛ وتم استبدالها بتسليم الأسماك الطازجة عن طريق القطارات من موانئ الساحل الشرقي. ارتفع عدد السكان ببطء خلال القرن التاسع عشر، حيث تم بناء المنطقة؛ وتطورت صناعات جديدة حول باركينغ.
ارتفع عدد السكان بشكل كبير بين عامي 1921 و1931، عندما قام مجلس مقاطعة لندن بتطوير عقار بيكونتري. كان هذا التطوير السكني العام المكون من 27,000 منزل يأوي أكثر من 100,000 شخص، مقسمين بين المجالس المحلية الحضرية آنذاك في إلفورد وداغنهام وباركينغ. تم إعادة إسكان الناس من الأحياء الفقيرة في الطرف الشرقي. في عام 1931، انتقلت شركة فورد موتور إلى موقع مساحته 500 فدان (2.0 كيلومتر مربع) في داغنهام، وفي عام 1932 تم تمديد خط المقاطعة إلى أبمينستر؛ مما أدى إلى مزيد من التطوير في المنطقة.
بعد الحرب العالمية الثانية، تم بناء المزيد من مشاريع الإسكان العام لإعادة إسكان العديد من سكان لندن الذين أصبحوا بلا مأوى بسبب الغارات الجوية. ومع تراجع الصناعة خلال ستينيات القرن العشرين، دخل عدد السكان في مرحلة انحدار طويلة، ولكنه بدأ الآن في الارتفاع مرة أخرى مع مشاريع الإسكان الجديدة على المواقع المهجورة. في عام 2013، سجلت منطقة باركينغ وداغنهام أعلى معدل خصوبة في إنجلترا، بنحو: 2.58.
في وقت تعداد عام 2011، كان 49.5% من سكان المنطقة يعتبرون أنفسهم بريطانيين من ذوي البشرة البيضاء. تأثرت منطقة باركينغ وداغنهام بشدة بالهجرة، حيث انخفض عدد السكان البريطانيين البيض بنسبة 30.6% من عام 2001 إلى عام 2011 - وهو ثاني أكبر انخفاض في البلاد، بعد منطقة نيوهام المجاورة. يزداد عدد السكان غير المولودين في المملكة المتحدة بنسبة 205%. وقد حدث أكبر انخفاض في عدد البريطانيين البيض في منطقة لونغبريدج (من 79.8% في عام 2001 إلى 35% في عام 2011)، ومنطقة آبي، التي تحتوي على منطقة باركينغ الرئيسية (من 46.2% إلى 15.8%). وكان أصغر انخفاض في جناح إيستبروك. وكانت أكبر مجتمعات الأقليات هي من التراث الأسود والآسيوي.
وقد شهدت منطقتا باركينغ وداغنهام أكبر انخفاض في عدد السكان الذين تزيد أعمارهم عن 65 عامًا، حيث انخفض عددهم بنحو 20% بين عامي 2001 و2011. بلغ عدد الأسر في المنطقة 69,700 أسرة في عام 2011، وهو ما يمثل زيادة بنسبة 3.6% عن عام 2001. كما سجلت المنطقة أكبر نسبة من السكان في سن المدرسة (5-19) من بين جميع السلطات المحلية في إنجلترا وويلز، بنسبة 21.4%، في تعداد عام 2011. ارتفع عدد سكان المنطقة في مرحلة ما قبل المدرسة (0-4) بنسبة 49.1% من عام 2001 إلى عام 2011، وهي أكبر زيادة في لندن على الإطلاق.
يوضح الجدول التالي المجموعة العرقية للمشاركين في تعداد عامي 2001 و2011 في باركينغ وداغنهام.

### العِرق

التركيبة العرقية لباركينغ وداغنهام حسب الأعمار السنوية في عام 2021

التركيبة السكانية العرقية لمنطقة باركينغ وداغنهام في لندن على مر الزمن

| المجموعة العرقية                            | السنة        | السنة        | السنة        | السنة        | السنة      | السنة      | السنة      | السنة      | السنة      | السنة      | السنة      | السنة      |
| المجموعة العرقية                            | تقديرات 1971 | تقديرات 1971 | تقديرات 1981 | تقديرات 1981 | تعداد 1991 | تعداد 1991 | تعداد 2001 | تعداد 2001 | تعداد 2011 | تعداد 2011 | تعداد 2021 | تعداد 2021 |
| المجموعة العرقية                            | العدد        | النسبة       | العدد        | النسبة       | العدد      | النسبة     | العدد      | النسبة     | العدد      | النسبة     | العدد      | النسبة     |
| ------------------------------------------- | ------------ | ------------ | ------------ | ------------ | ---------- | ---------- | ---------- | ---------- | ---------- | ---------- | ---------- | ---------- |
|                                             |              |              |              |              |            |            |            |            |            |            |            |            |
| البيض: الإجمالي                             | –            | 98.2%        | 141,912      | 95.9%        | 133,903    | 93.19%     | 139,667    | 85.19%     | 108,386    | 58.30%     | 98,275     | 44.9%      |
| البيض: بريطانيون                            | –            | –            | –            | –            | –          | –          | 132,566    | 80.86%     | 91,949     | 49.46%     | 67,550     | 30.9%      |
| البيض: إيرلنديون                            | –            | –            | –            | –            | –          | –          | 2,753      | 1.68%      | 1,730      | 0.93%      | 1,185      | 0.5%       |
| البيض: غجر أو رحّل إيرلنديون                 | –            | –            | –            | –            | –          | –          | –          | –          | 182        | 0.10%      | 184        | 0.1%       |
| البيض: روما                                 | –            | –            | –            | –            | –          | –          | –          | –          | –          | –          | 858        | 0.4%       |
| البيض: آخرون                                | –            | –            | –            | –            | –          | –          | 4,348      | 2.65%      | 14,525     | 7.81%      | 28,498     | 13.0%      |
| آسيويون أو آسيويون بريطانيون: المجموع       | –            | –            | –            | –            | 5,778      | 4%         | 9,061      | 5.53%      | 29,594     | 15.92%     | 56,583     | 25.8%      |
| آسيويون أو آسيويون بريطانيون: الهنود        | –            | –            | –            | –            | 2,807      | 1.95%      | 3,681      | 2.25%      | 7,436      | 4.00%      | 11,503     | 5.3%       |
| آسيويون أو آسيويون بريطانيون: باكستانيون    | –            | –            | –            | –            | 1,674      | 1.16%      | 3,055      | 1.86%      | 8,007      | 4.31%      | 15,799     | 7.2%       |
| آسيويون أو آسيويون بريطانيون: بنغاليون      | –            | –            | –            | –            | 200        |            | 673        | 0.41%      | 7,701      | 4.14%      | 22,393     | 10.2%      |
| آسيويون أو آسيويون بريطانيون: صينيون        | –            | –            | –            | –            | 593        |            | 775        | 0.47%      | 1,315      | 0.71%      | 1,385      | 0.6%       |
| آسيويون أو آسيويون بريطانيون: آسيويون آخرون | –            | –            | –            | –            | 504        |            | 877        | 0.53%      | 5,135      | 2.76%      | 5,503      | 2.5%       |
| سود أو سود بريطانيون: المجموع               | –            | –            | –            | –            | 3,347      | 2.32%      | 11,440     | 6.98%      | 37,140     | 19.98%     | 46,807     | 21.4%      |
| سود أو سود بريطانيون: أفارقة                | –            | –            | –            | –            | 919        | 0.6%       | 7,284      | 4.44%      | 28,685     | 15.43%     | 35,101     | 16.0%      |
| سود أو سود بريطانيون: كاريبيون              | –            | –            | –            | –            | 1,790      | 1.24%      | 3,434      | 2.09%      | 5,227      | 2.81%      | 5824       | 2.7%       |
| سود أو سود بريطانيون: آخرون                 | –            | –            | –            | –            | 638        | 0.4%       | 722        | 0.44%      | 3,228      | 1.74%      | 5882       | 2.7%       |
| مختلطون أو بريطانيون مختلطون: المجموع       | –            | –            | –            | –            | –          | –          | 3,076      | 1.88%      | 7,878      | 4.24%      | 9,320      | 4.3%       |
| مختلطون: بيض أو سود كاريبيون                | –            | –            | –            | –            | –          | –          | 1,420      | 0.87%      | 2,669      | 1.44%      | 2,974      | 1.4%       |
| مختلطون: بيض أو سود أفارقة                  | –            | –            | –            | –            | –          | –          | 572        | 0.35%      | 2,128      | 1.14%      | 2,376      | 1.1%       |
| مختلطون: بيض أو آسيويون                     | –            | –            | –            | –            | –          | –          | 534        | 0.33%      | 1,246      | 0.67%      | 1,550      | 0.7%       |
| مختلطون: مختلطون آخرون                      | –            | –            | –            | –            | –          | –          | 550        | 0.34%      | 1,835      | 0.99%      | 2,420      | 1.1%       |
| آخرون: المجموع                              | –            | –            | –            | –            | 653        | 0.45%      | 700        | 0.43%      | 2,913      | 1.57%      | 7,886      | 3.6%       |
| آخرون: عرب                                  | –            | –            | –            | –            | –          | –          | –          | –          | 973        | 0.52%      | 1,489      | 0.7%       |
| آخرون: مجموعات عرقية أخرى                   | –            | –            | –            | –            | 653        | 0.45%      | 700        | 0.43%      | 1,940      | 1.04%      | 6,397      | 2.9%       |
| أقليات عرقية: المجموع                       | –            | 1.8%         | 6,063        | 4.1%         | 9,778      | 6.8%       | 24,277     | 14.81%     | 77,525     | 41.70%     | 120,596    | 55.1%      |
|                                             |              |              |              |              |            |            |            |            |            |            |            |            |
| المجموع                                     | –            | 100%         | 147,975      | 100%         | 143,681    | 100%       | 163,944    | 100.00%    | 185,911    | 100.00%    | 218,871    | 100%       |

## الحوكمة

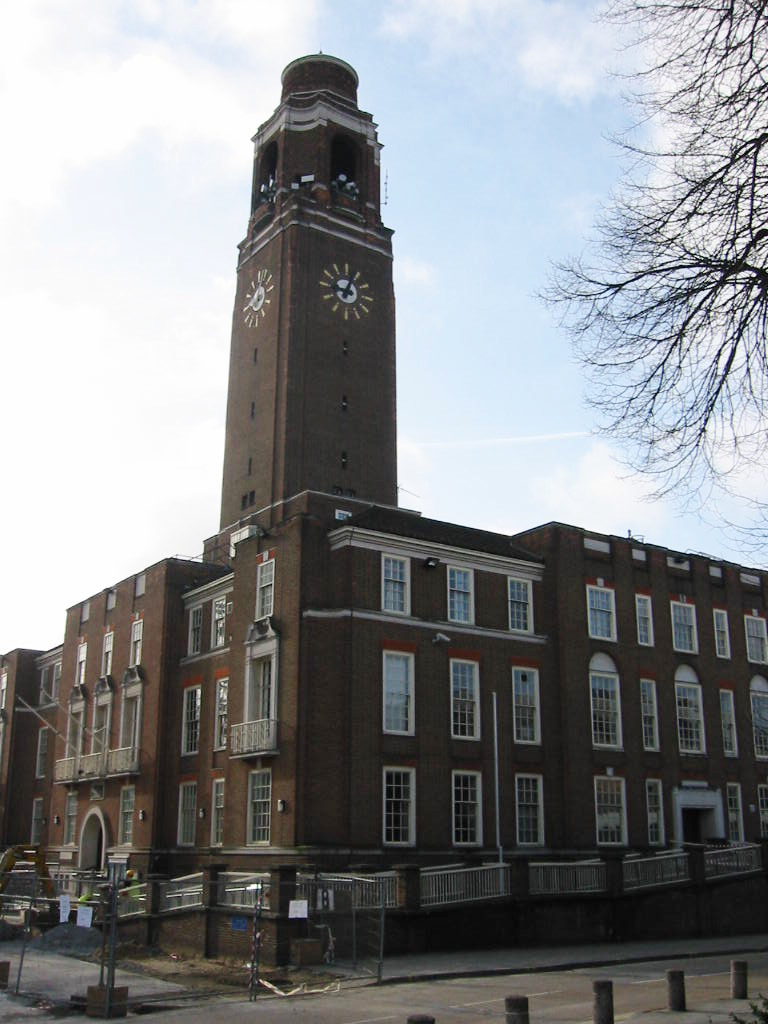
قاعة بلدية باركينغ، المقر الرئيسي لمجلس باركينغ وداغنهام

السلطة المحلية هي مجلس باركينغ وداغنهام، الذي يجتمع في قاعة مدينة باركينغ.

### تمثيل لندن الكبرى
لإجراء انتخابات مجلس لندن الكبرى، شكلت المنطقة قسم باركينغ الانتخابي، وانتخبت عضوين. في عام 1973 تم تقسيمها إلى دوائر انتخابية ذات عضو واحد وهي باركينغ وداغنهام. تم إلغاء مجلس لندن الكبرى في عام 1986.
منذ عام 2000، أصبحت المنطقة ضمن دائرة جمعية مدينة وشرق هيئة لندن، مما أعاد أونميش ديساي إلى الواجهة كعضو منتخب بشكل مباشر في الجمعية.

### البرلمان البريطاني
تغطي المنطقة دائرتين انتخابيتين برلمانيتين: باركينغ وداغنهام ورينهام. وقد تم التنافس على هذا الأخير للمرة الأولى في عام 2010.

### المدن التوأم
- فيتن، شمال الراين - وستفاليا، ألمانيا
- تكيف، محافظة بوميرانيا، بولندا

## التعليم
هناك العديد من المدارس ومرافق التعليم الإضافي في المنطقة. يقع مركز باركينغ للتعلم بالقرب من مبنى البلدية، وهو منشأة تعليمية توفر مجموعة من الدورات التي تؤدي إلى الحصول على مؤهلات معترف بها. ويضم أيضًا مكتبة مع إمكانية الوصول المجاني إلى الإنترنت العام، وأول متجر متكامل للخدمات تابع للمجلس، ومساحة للمؤتمرات والاجتماعات، ومعرضًا ومقهى. وجدت دراسة أجريت عام 2017 أن ما يقرب من نصف الشباب الذين تبلغ أعمارهم 19 عامًا في باركينغ وداغنهام يفتقرون إلى مؤهلات المستوى 3 (ما يعادل المستوى المتقدم) وهو أعلى رقم في لندن.
كلية باركينغ وداغنهام هي كلية للتعليم الإضافي العام تقدم دورات للطلاب الذين تبلغ أعمارهم 16 عامًا فما فوق. تتكون الجامعة من أربعة أحرام جامعية في جميع أنحاء المنطقة، ويقع الحرم الجامعي الرئيسي في راش غرين على بعد أقل من ميل من وسط مدينة رومفورد. يقع الحرم الجامعي الآخر في وسط مدينة باركينغ في أكاديمية المهارات التقنية ومسرح برودواي ومركز باركينغ للتعلم.
بدأت جامعة كوفنتري في لندن، وهي مؤسسة للتعليم العالي مملوكة لجامعة كوفنتري وتديرها، في تقديم الدورات للطلاب في سبتمبر 2017. تقع في مركز داغنهام سيفيك السابق، وتقدم مجموعة من المواد عبر مستوى الأساس، والدبلوم الوطني العالي، والدبلوم الوطني العالي، ومستوى الدرجة العلمية.
كان لجامعة شرق لندن في السابق حرم جامعي في المنطقة، ولكن تم إغلاقه الآن، حيث تقع جميع الحرم الجامعية الآن في المنطقة المجاورة نيوهام.

## النقل
في مارس 2011، كانت أشكال النقل الرئيسية التي استخدمها السكان للسفر إلى العمل هي: قيادة سيارة أو شاحنة صغيرة، 22.5% من جميع السكان الذين تتراوح أعمارهم بين 16 و74 عامًا؛ ومترو الأنفاق، والمترو، والقطار الخفيف، والترام، 7.5%؛ والحافلة، والحافلة الصغيرة أو الحافلة السياحية، 7.5%؛ والقطار، 7.3%؛ والسير على الأقدام، 3.7%؛ والركوب في سيارة أو شاحنة صغيرة، 1.7%؛ والعمل بشكل رئيسي في المنزل أو منه، 1.3%.

### السكك الحديدية
تخدم شبكات مترو أنفاق لندن والسكك الحديدية الوطنية مدينتي باركينغ وداغنهام. وفي مترو لندن، تخدم المنطقة قطارات هامرسميث وسيتي لاين وديستريكت لاين.
تتوقف قطارات (National Rail c2c) في محطتي (Dagenham Dock) و باركينغ للسكك الحديدية. تنتهي معظم قطارات (c2c) في محطة (London Fenchurch Street)، بينما تخدم القطارات المتجهة شرقاً مناطق (Grays) و(Southend) و(Shoeburyness) في مقاطعة إسكس .
تخدم شركة (London Overground) محطات السكك الحديدية باركينغ و (Barking Riverside) بدءًا من صيف عام 2022، مع خدمات متكررة إلى (Gospel Oak) في منطقة كامدين بلندن.
يخدم خط إليزابيث محطة سكة حديد تشادويل هيث، التي تمتد على الحدود بين منطقة ريدبريدج في لندن والمنطقة.
تنتهي خدمات (Hammersmith & City Line) في باركينغ. تنتهي بعض خدمات خط المقاطعة في باركينغ، ولكن العديد منها تتصل أيضًا بـ أبني وبيكونتري وداغنهام هيثوي وشرق داغنهام في المنطقة. تنتهي بعض الخدمات في شرق داغنهام.

### الحافلة
هناك العديد من حافلات لندن التي تخدم المنطقة. تتجه الحافلات الليلية (128)، (EL1)، (N15)، (N86)، إلى وسط لندن، وستراتفورد، ورومفورد، وهارولد هيل كل ليلة.

### ركوب الدراجات
يبدأ الطريق السريع للدراجات رقم 3 في باركينغ، إلى الجنوب من متنزه غريتفيلدز، ويربط المنطقة بمنطقة كناري وارف ومدينة لندن ومدينة وستمنستر عبر طريق سريع للدراجات، معظمه منفصل عن حركة المرور على الطرق الأخرى. تخطط هيئة النقل في لندن لتوسيع شبكة الدراجات إلى (Barking Riverside)؛ انتهت المشاورات الأولى حول هذا الأمر في شتاء عام 2019.

### الطرق
يوجد للطريق A12 )تقاطع واحد في البمنطقة إلى الشمال من C(hadwell Heath ) إلى الغرب، يحمل الطريق A(12 )حركة المرور عبر نيوبيري بارك باتجاه الطريق الدائري الشمالي وستراتفورد ووسط لندن إلى الشرق، يتجه الطريق A(12 )عبر رومفورد نحو الطريق M(25 )وجنوب وشرق إسيس
تم تسمية الطريق (A13) باسم طريق ألفريد لأنه يدخل المنطقة إلى الغرب. يمكن الوصول إلى الطريق المزدوج عبر باركينغ وداغنهام عبر عدة تقاطعات منفصلة. مغادرة المنقطة إلى الغرب عبر الطريق (A13) سيؤدي إلى منطقة دوكلاندز ومدينة لندن. إلى الشرق، يمر الطريق (A13) عبر رينهام و(M25) قبل أن يتجه المرور إلى جنوب إسكس.
تمر طرق رئيسية أخرى عبر المنطقة، بما في ذلك الطرق (A118) و(A123) و(A124) و(A1083) و(A1112) و(A1306)، على الرغم من أن هذه الطرق أصغر حجماً وعادةً ما تحمل حركة مرور أقل.

## وسائل الاعلام المحلية
تبث محطة (Time 107.5 FM) الأخبار المحلية من مدينة رومفورد القريبة.
(Bedrock) هي خدمة راديو المستشفى المحلية المتاحة على الإنترنت وتبث مجموعة من المعلومات المتعلقة بالصحة والتي تركز حول المستشفيات المحلية؛ مستشفى الملك جورج ومستشفى الملكة.
(Barking & Dagenham News)، هي خدمة إخبارية محلية للغاية (hyperlocal)، توزع الأخبار والطقس والسفر والرياضة وتحديثات الترفيه على فيسبوك ووتش.

## فرقة إطفاء لندن
تحتوي منطقة باركينغ وداغنهام في لندن على محطتين للإطفاء داخل حدودها: باركينغ وداغنهام. تحتوي محطة إطفاء باركينغ على جهازين للضخ، وحدة رغوة سائبة ووحدة قيادة. تغطي وحدات الدعم التي يتم تشغيلها هنا مجموعة كبيرة من أراضي ومناطق المحطة. تستخدم محطة إطفاء داغنهام جهازين لضخ المياه وسلالم طاولة دوارة بطول 64 مترًا. يعد سلم القرص الدوار واحدًا من 3 سلالم مستخدمة في لندن وهي أطول السلالم المستخدمة في خدمة الإطفاء والإنقاذ في المملكة المتحدة.[بحاجة لمصدر]
من بين المحطتين، كانت محطة داغنهام الأكثر ازدحامًا، حيث شهدت أكثر من 2000 حادثة في عامي 2006/2007 

## شعار النبالة
يعرض شعار النبالة الخاص بالمنطقة برج حظر التجول التابع لدير باركينغ في قمته.

## وسام حرية المنطقة
حصل الأشخاص والوحدات العسكرية التالية على وسام حرية منطقة (Freedom of the Borough) باركينغ وداغنهام.

### أشخاص
- جورج شو: 1992.[40]
- تشارلز جيه فيربراس: 1992.
- ستيفن ر تومسون: 2008
- ساندي شو: 28 أبريل 2021.
- كلير سيموندز: 28 أبريل 2021.[41][42]
- بول آينس: 23 سبتمبر 2021.
- تريفور لوك: 23 سبتمبر 2021.
- دورا تشالينغسوورث: 23 سبتمبر 2021.[43]

### الوحدات العسكرية
- الفوج الملكي الأنجلياني: فبراير 2010.[44][45]

## روابط خارجية
- مجلس باركينع وداغنهام (بالإنجليزية)
- هيئة الخدمات الصحية الوطنية في باركينغ وداغنهام (بالإنجليزية)
- السجلات التاريخية لمنطقة داغنهام (بالإنجليزية)
- السجلات التاريخية لمنطقة باركينع (بالإنجليزية)